# Canal Lauca
Canal Lauca är en kanal i Chile.   Den ligger i regionen Región de Arica y Parinacota, i den norra delen av landet, 1 700 km norr om huvudstaden Santiago de Chile.
Omgivningarna runt Canal Lauca är i huvudsak ett öppet busklandskap. Trakten runt Canal Lauca är nära nog obefolkad, med mindre än två invånare per kvadratkilometer.